# Un médico novato
Un médico novato es una novela gráfica de Sento publicada originalmente en el 2013 por Ediciones Sinsentido.
Esta obra es la primera parte de una trilogía basada en las memorias de su suegro, el doctor Pablo Uriel, sobre sus vivencias durante la Guerra Civil, reflejadas en su libro No se fusila en domingo. La trilogía se completa con Atrapado en Belchite (2015) y Vencedor y vencido (2016).

## Creación y trayectoria editorial
En 2013, tras muchos años dedicándose a la ilustración y la docencia, Sento derrotó a otros 153 candidatos en el concurso de novela gráfica Fnac-Sins Entido con un proyecto centrado en la historia de su propio suegro, Pablo Uriel, quien comenzó a trabajar como médico en el pueblo riojano de Rincón de Soto cuando estalló la Guerra Civil Española.
Sento participa así, aunque de forma inconsciente, en cierta tendencia reciente del cómic español a rememorar la Guerra Civil y sus consecuencias, de la que formarían parte obras como 36-39 Malos tiempos (2007-2008), Las serpientes ciegas (2008), El arte de volar (2009), El ángel de la retirada (2010), Nuevas Hazañas Bélicas (2011-2012) y Los surcos del azar (2013).

## Estilo
Sento abandona en esta obra cualquier alarde gráfico y apuesta por un dibujo funcional y en blanco y negro, pero con toques desvaídos de color; todo con la intención de potenciar la legibilidad de la historia.

## Argumento
Pablo Uriel, un joven de 22 años recién licenciado en Medicina por la Universidad de Zaragoza, es enviado como médico sustituto a Rincón de Soto, un pueblo de La Rioja. Es julio de 1936,  y el inicio de su carrera profesional coincide con el de la Guerra Civil. Allí es llamado a filas, debiendo presentarse en Zaragoza.
A su vuelta al hogar, sus hermanas le informan de la detención de sus otros dos hermanos. Uno de ellos, Antonio, será condenado por su militancia en Izquierda Republicana y fusilado, junto a otros desdichados, en un pinar de Bayubas de Abajo, Soria.
Tras acudir a la Caja de Recluta, Pablo es destinado como soldado médico a un cuartel de Ingenieros de Zaragoza. Un día le llega una citación para presentarse en Comandancia de Sanidad Militar, donde es arrestado por haber pertenecido a FUE en su etapa universitaria.
Encerrado en una prisión militar, aguardará con angustia y zozobra, aunque también con esperanza, su incierto destino.

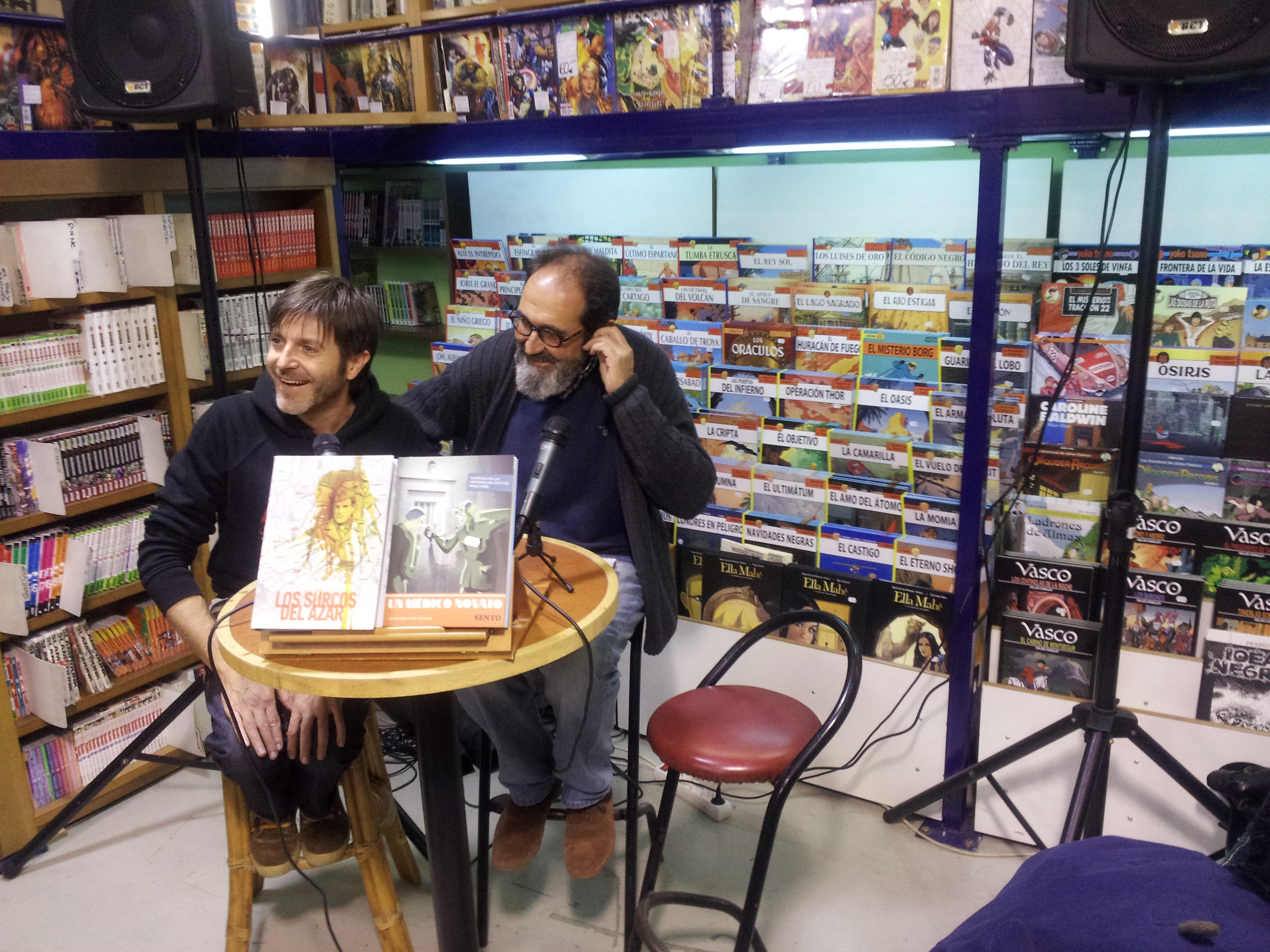
Paco Roca presenta Los surcos del azar y Sento Un médico novato en Futurama.